# Brion-près-Thouet
Brion-près-Thouet és un municipi francès situat al departament de Deux-Sèvres i a la regió de la Nova Aquitània. L'any 2007 tenia 762 habitants.

## Demografia

### Població
El 2007 la població de fet de Brion-près-Thouet era de 762 persones. Hi havia 300 famílies de les quals 64 eren unipersonals (20 homes vivint sols i 44 dones vivint soles), 100 parelles sense fills, 108 parelles amb fills i 28 famílies monoparentals amb fills.
La població ha evolucionat segons el següent gràfic:
Habitants censats

### Habitatges
El 2007 hi havia 345 habitatges, 302 eren l'habitatge principal de la família, 13 eren segones residències i 30 estaven desocupats. 339 eren cases i 6 eren apartaments. Dels 302 habitatges principals, 238 estaven ocupats pels seus propietaris, 59 estaven llogats i ocupats pels llogaters i 5 estaven cedits a títol gratuït; 1 tenia una cambra, 5 en tenien dues, 42 en tenien tres, 95 en tenien quatre i 159 en tenien cinc o més. 243 habitatges disposaven pel capbaix d'una plaça de pàrquing. A 98 habitatges hi havia un automòbil i a 170 n'hi havia dos o més.

### Piràmide de població
La piràmide de població per edats i sexe el 2009 era:
| Homes | Edats   | Dones |
| ----- | ------- | ----- |
| 0     | 95 o +  | 4     |
| 0     | 90 a 94 | 0     |
| 16    | 85 a 89 | 0     |
| 0     | 80 a 84 | 4     |
| 8     | 75 a 79 | 12    |
| 0     | 70 a 74 | 4     |
| 36    | 65 a 69 | 16    |
| 12    | 60 a 64 | 20    |
| 12    | 55 a 59 | 20    |
| 32    | 50 a 54 | 20    |
| 32    | 45 a 49 | 32    |
| 16    | 40 a 44 | 36    |
| 32    | 35 a 39 | 24    |
| 24    | 30 a 34 | 16    |
| 24    | 25 a 29 | 20    |
| 12    | 20 a 24 | 20    |
| 28    | 15 a 19 | 36    |
| 36    | 10 a 14 | 24    |
| 32    | 5 a 9   | 20    |
| 20    | 0 a 4   | 12    |

## Economia
El 2007 la població en edat de treballar era de 496 persones, 369 eren actives i 127 eren inactives. De les 369 persones actives 338 estaven ocupades (191 homes i 147 dones) i 31 estaven aturades (10 homes i 21 dones). De les 127 persones inactives 46 estaven jubilades, 36 estaven estudiant i 45 estaven classificades com a «altres inactius».

### Ingressos
El 2009 a Brion-près-Thouet hi havia 300 unitats fiscals que integraven 785 persones, la mediana anual d'ingressos fiscals per persona era de 16.259 €.

### Activitats econòmiques
Dels 18 establiments que hi havia el 2007, 1 era d'una empresa extractiva, 6 d'empreses de construcció, 3 d'empreses de comerç i reparació d'automòbils, 1 d'una empresa de transport, 1 d'una empresa d'hostatgeria i restauració, 1 d'una empresa financera, 3 d'empreses de serveis, 1 d'una entitat de l'administració pública i 1 d'una empresa classificada com a «altres activitats de serveis».
Dels 8 establiments de servei als particulars que hi havia el 2009, 4 eren paletes, 2 fusteries, 1 perruqueria i 1 restaurant.
L'únic establiment comercial que hi havia el 2009 era una botiga de menys de 120 m².
L'any 2000 a Brion-près-Thouet hi havia 14 explotacions agrícoles que ocupaven un total de 432 hectàrees.

## Equipaments sanitaris i escolars
El 2009 hi havia una escola elemental.

## Poblacions més properes
El següent diagrama mostra les poblacions més properes.